# مزرعة بيد (سيد جمال الدين)
مزرعة بید (بالإنجليزية: Mazraeh-ye Bid)‏ هي مستوطنة تقع في إيران في قسم سید جمال الدین الريفي. يقدر عدد سكانها بـ 1,849 نسمة .